# 9 Flotylla Obrony Wybrzeża
9 Flotylla Obrony Wybrzeża im. kontradm. Włodzimierza Steyera
(9 FOW) – flotylla Marynarki Wojennej RP w latach 1965-2006.
Flotylla sformowana została w 1965 roku, w Helu, z rozformowanej Brygady Obrony Wodnego Rejonu Głównej Bazy. W jej skład weszły zespoły okrętów trałowych i zwalczania okrętów podwodnych oraz lądowe jednostki przeciwlotnicze, przeciwchemiczne i inżynieryjne, które stacjonowały we wschodniej części Wybrzeża. W związku z reorganizacją sił Marynarki Wojennej 9 Flotylla Obrony Wybrzeża uległa likwidacji 28 grudnia 2006.

## Skład 9 Flotylli Obrony Wybrzeża
stan na 2004 rok
- 11 dywizjon Ścigaczy w Helu (okręty proj. 912M i ORP "Kaszub") (rozformowany)
- 13 dywizjon Trałowców w Helu (przekazany do 8 Flotylli Obrony Wybrzeża)
- 9 dywizjon artylerii przeciwlotniczej w Ustce (przekazany do 3 Flotylli Okrętów)
- 43 Batalion Saperów MW w Rozewiu (przekazany do 3 Flotylli Okrętów)
- 55 kompania przeciwchemiczna w Rozewiu (przekazana do 3 Flotylli Okrętów)
- 7 Rejon Obserwacji i Łączności w Helu (przekazany do 11 Pułku Łączności MW)
- Komenda Portu Wojennego w Helu (przekazana do 3 Flotylli Okrętów).
- Komenda Garnizonu Hel

## Dowódcy 9 Flotylli Obrony Wybrzeża
- kmdr Tadeusz Mandat (1965-1966)
- kontradm. Henryk Pietraszkiewicz (1966-1969)
- kmdr Mieczysław Lechowski (1969)
- kmdr Józef Ćwirko (1969-1975)
- kmdr Stanisław Tobiasz (1975-1985)
- kmdr Kazimierz Wolan (1985-1990)
- kmdr Jędrzej Czajkowski (1990-1991)
- kontradm. Marek Brągoszewski (1991-1997)
- kontradm. Marian Prudzienica (1997-2000)
- kontradm. Tomasz Mathea (2000-2002)
- kontradm. Andrzej Rosiński (2002-2005)
- kontradm. Czesław Dyrcz (2005-2006).